# إبراهيم النظام
هو إبراهيم بن سيّار بن هانئ النظّام البصري، وُلد في البصرة، واختُلِف في عام ولادته اختلافا كبيرا، وتجعل الأقوال ميلاده ما بين عام 160هـ و185 هـ/777م. تتلمذ في الاعتزال على يد أبي الهذيل العلّاف، ثم انفرد عنه وكوّن له مذهباً خاصاً (النظّامية)، وكان أستاذ الجاحظ. توفي في بغداد، واختُلِف أيضاً في زمن وفاته، ما بين عام 221 هـ/836م وعام 229 هـ.
کان من کبار المتكلمين وهو من أکابر شيوخ وعلماء المعتزلة، حتی قیل عنه أنه «أعظم أعلام المعتزلة». یقول أحمد أمین: «وقد کان المعتزلة بعده عیالاً علیه» (ضحی الإسلام 3\126). وقال الجاحظ فی الجزء الرابع من كتاب (الحیوان): «إنّهُ لولا مكانَ المتكلمين لَهلكت العوامّ من جميع الأمم، ولولا مكانُ المعتزلة لهلكت العََوَامّ من جميع النِّحل، فإن لم أقل، ولولا أصحابُ إبراهيمَ (النظّام) وإبراهيمُ (النظّام) لهلكت العوامّ من المعتزلة» ویقول أیضاً: «الأوائل یقولون: إنه یکون في کل ألف سنةٍ رجلٌ لا نظیر له، فإن کان ذلك صحیحاً، فهو أبو إسحاق النظّام.» (فضل الاعتزال وطبقات المعتزلة، ص265)

## نبوغه
كان النظّام آيةً في النبوغ، إذ امتلك حدة ذهن، وصفاء قريحة، واستقلالاً في التفكير، وسعة في الاطلاع، وغوصا في المعاني الدقيقة، وصياغة لها في أحسن لفظ وأجمل بيان، وكان في ذلك كله أقدر من أستاذه العلاّف.
وصفه الجاحظ بقوة الحجة فقال: كان أبو شمر (أحد المتكلمين) إذا نازع لم يحرك يديه ولا منكبيه، ولم يقلّب عينيه، ولم يحرك رأسه، حتى كأن كلامه يخرج من صدع صخرة، وكان يقول: ليس من المنطق أن تستعين عليه بغيره، حتى كلّمه النظّام فاضطرّه بالحجة وبالزيادة في المسألة، حتى حرّك يديه، وحلّ حبوته، وحبا إليه حتى أخذ بيديه؛ ففي ذلك اليوم انتقل أيوب من قول أبي شمر إلى قول النظّام.
یقول الخطيب البغدادي عنه: «وكان أحد فرسان أهل النظر والكلام على مذهب المعتزلة، وله في ذلك تصانيف عدة، وكان أيضا متأدبا، وله شعر دقيق المعاني على طريقة المتكلمين، وأبو عثمان الجاحظ كثير الحكايات عنه.» (تاریخ بغداد - ترجمة 3131).
وقال الجاحظ في نعته: «ما رأیت أحداً أعلم بالکلام والفقه من النظّام.» (فضل الاعتزال - ص264).
ذکر ابن المرتضى أنه قد حفظ القرآن والتوراة والإنجیل والزبور وتفسیرها، مع کثرة حفظه للأخبار والأشعار واختلاف الناس فی الفتیا. (فضل الاعتزال - الطبقة السادسة ص264).

## عقليته
كان النظّام يمتلك عقلية قوية سابقة لزمانها، فيها الركنان الأساسيان اللذان سبّبا النهضة الحديثة في أوروبا، وهما الشك والتجربة. أما الشك فقد كان النظّام يعتبره أساساً للبحث، فكان يقول: ((الشاكّ أقرب إليك من الجاحد، ولم يكن يقينٌ قط حتى صار قبله شكّ، ولم ينتقل أحدٌ من اعتقادٍ إلى اعتقادٍ غيره إلا أن يكون بينهما شكّ.)). وأما التجربة فقد استخدمها كما يستخدمها الطبيعي أو الكيماوي اليوم في معمله، فيروى عنه أنه اتصل بـمحمد بن علي بن سليمان (أحد أمراء البيت العباسي) وشاركه في تجربة علمية، وهي أن يسقي الخمر لعدد من الحيوانات المختلفة لكي يرصد أثرها عليها.
ثم هو أبعد ما يكون عن الخرافات، يبحث الأمور بعقله في هدوء وطمأنينة، ويحارب أوهام العوامّ، ويقيم على ذلك الأدلة، فتراه مثلاً يحارب التطير والتشاؤم، فيقص لذلك قصة لطيفة، ذكرها الجاحظ في الحيوان.

## أدبه
وكان له ناحيتان بارزتان: ناحية أدبية، وناحية كلامية أو لاهوتية، وقد روي عنه الكثير مما يبين ذلك..
من ذلك ما رواه ابن نباتة في سرح العيون، والجاحظ في الحيوان: أنه دخل وهو صغير على الخليل بن احمد، وفي يد الخليل قدح زجاج، فقال له الخليل: صف هذه الزجاجة، قال: أبمدح أم بذم؟ قال:بمدح، قال: تريك القذى، ولا تقبل الأذى، ولا تستر ما وراءها، قال: فذمها، قال: يسرع إليها الكسر ولا تقبل الجبر، قال فصف إليّ هذه النخلة - وأومأ إلى نخلة في داره - قال: بمدح أم بذم؟ قال: بمدح، قال: حلوٌ جناها، باسق منتهاها، ناضر أعلاها، قال: فذمها، قال: صعبة المرتقى، بعيدة المجتنى، محفوفة بالأذى، فقال الخليل: يا بُني، نحن إلى التعلم منك أحوج.
و أُثرت عنه الجُمل القصيرة اللطيفة، كقوله - وقد ذُكر عنده عبد الوهّاب الثقفي -: ((هو أحلى من أمن بعد خوف، وبرء بعد سقم، وغنى بعد فقر، ومن طاعة المحبوب، وفرح المكروب، ومن الوصال الدائم، والشباب الناعم)). ومن كلامه: ((العلم لا يعطيك بعضه حتى تعطيه كلَّك، فإذا اعطيته كلك فأنت من إعطائه لك البعض على خطر)). وسمع يوماً وقع الصواعق ودويّ الريح فقال: ((اللهم إن كان عذاباً فاصرفه، وإن كان صلاحاً فزد فيه، وهب لنا الصبر عند البلاء، والشكر عند الرخاء، اللهم إن كانت منّحة فمن علينا بالعصمة، وإن كان عقاباً فمن علينا بالمغفرة)). كما أن له شعر رقيق مبثوث في كتب الأدب.

## آرائه
یقول الأستاذ أحمد أمين: «فکان لایؤمن بالإجماع وکان قلیل الایمان بالقیاس وقلیل الایمان بصحة روایة الحدیث، ویکاد لا یؤمن بأصل إلا القرآن والعقل». والنظّام کسائر المعتزلة ینتقد أهل الحديث.
ینقل عنه المتکلمون آراء المختلفة فی علم الكلام والفلسفة والفقه. مثلاً: بطلان حجیة الإجماع ونفي حد الرجم (انظروا: إكمال المعلم شرح صحيح مسلم لالقاضي عياض/کتاب الحدود ـ باب حد الزنی)، بلاشک انکار حد الرجم هو موقف الاکثر المتقدمین من الفقهاء المعتزلة الذین انکروا تخصیص القرآن بخبر الواحد (انظروا: المحصول فی أصول الفقه لقاضی ابن العربي المالکی/کتاب التأویل ـ مسألة الثالثة) (ایضاً: فقه الاستدلالي فی الخلافیات للعلامة الغروی الاصفهاني).

## مؤلفاته
- كتاب على أصحاب الهيولي
- كتاب الرد على الدهرية
- كتاب الرد على أصحاب الاثنين
- كتاب الرد على أصناف الملحدين
- كتاب التعديل والتجويز
- كتاب المعرفة
- كتاب القدر
- كتاب في المحال
- كتاب المخلوق على المجبرة
- كتاب في العدل
- كتاب الترك
- كتاب المستطيع
- كتاب التولد
- كتاب الوعيد
- كتاب الجوابات
- كتاب النكث
- كتاب الجزء
- كتاب المعاني على معمر
- كتاب الطفرة.
- كتاب المكامنة
- كتاب المداخلة
- كتاب في العالم الكبير
- كتاب العالم الصغير
- كتاب الحدث
- كتاب الإنسان
- كتاب المنطق
- كتاب الحركات
- كتاب الجواهر والأعراض
- كتاب العروس
- كتاب الأرزاق
- كتاب حركات أهل الجنة
- كتاب خلق الشيء
- كتاب الصفات
- كتاب في القرآن ما هو
- كتاب الأفاعيل
- كتاب الرد على المرجئة.[6]

## وفاته
يقول الخياط: «ولقد أخبرنی عدّة من أصحابنا أن إبراهیم قال وهم یجود بنفسه: اللهم إن کنت تعلم انی لم اقصّر فی نصرة توحیدک ولم أعتقد مذهبا من المذاهب اللطیفة إلّا لأشد به التوحید، فما کان منها یخالف التوحید فأنا منه بریء.. فاغفرلی ذنوبی وسهّل علیّ سکرة الموت»(الانتصار/صص41،42)(فضل الاعتزال و../ص264)

## وصلات خارجية
- كتاب النظام وآراؤه الكلامية الفلسفية - رسالة ماجستير تأليف حنان سالم منصور